# Gregnitz
Gregnitz – rzeka w Bawarii, w Smreczanach, uchodzi do Fichtelnaab (lewy dopływ) w Ebnath.